# Ossoue, Aspé, Cestrède
Ossoue, Aspé, Cestrède este o arie protejată (sit de importanță comunitară — SCI) din Franța întinsă pe o suprafață de 5.214 ha, integral pe uscat.

## Localizare
Centrul sitului Ossoue, Aspé, Cestrède este situat la coordonatele 42°45′42″N 0°03′15″W / 42.76167°N 0.05417°V.

## Înființare
Situl Ossoue, Aspé, Cestrède a fost declarat arie specială de conservare în baza directivei 92/43 din 1992 referitoare la conservarea habitatelor naturale și a faunei și florei sălbatice pentru a proteja 9 specii de animale.

## Biodiversitate
Situată în ecoregiunea alpină, aria protejată conține 21 de habitate naturale: Pajiști uscate europene, Formațiuni ierboase bogate în specii de Nardus, dezvoltate pe substraturi silicioase în zone montane (și în zone submontane, în Europa continentală), Pante stâncoase calcaroase cu vegetație casmofită, Pajiști uscate seminaturale și facies de acoperire cu tufișuri pe substraturi calcaroase (Festuco-Brometalia) (* situri importante pentru orhidee), Turbării active, Peșteri inaccesibile publicului, Păduri de fag acidofile atlantice, cu subarboret de Ilex și, uneori, de asemenea, Taxus, la nivelul arbuștilor (Quercion robori-petraeae sau Ilici-Fagenion), Râuri de munte și vegetația erbacee de pe malurile acestora, Mlaștini alcaline, Pajiști alpine și subalpine calcaroase, Pajiști silicioase din Pirinei cu Festuca eskia, Grohotișuri silicioase de la nivelul montan până la nivelul zăpezii (Androsacetalia alpinae și Galeopsietalia ladani), Păduri montane și subalpine de Pinus uncinata (* dezvoltate pe substrat gipsos sau calcaros), Râuri de munte și vegetația lor lemnoasă cu Salix elaeagnos, Pajiști alpine și boreale, Fânețe montane, Grohotișuri termofile și vest-mediteraneene, Pante stâncoase silicioase cu vegetație casmofită, Păduri de fag din Europa Centrală dezvoltate pe sol calcaros cu Cephalanthero-Fagion, Roci stâncoase cu vegetație pionieră de Sedo-Scleranthion sau Sedo albi-Veronicion dillenii, Liziere de ierburi înalte hidrofile de câmpie și de nivel montan până la alpin.
La baza desemnării sitului se află mai multe specii protejate:
- mamifere (7): liliac cârn (Barbastella barbastellus), Galemys pyrenaicus, vidră de râu (Lutra lutra), liliac cu urechi de șoarece (Myotis blythii), liliac cărămiziu (Myotis emarginatus), liliac comun (Myotis myotis), liliacul mic cu potcoavă (Rhinolophus hipposideros)
- nevertebrate (1): Rosalia alpina
- reptile (1): Iberolacerta bonnali

Pe lângă speciile protejate, pe teritoriul sitului au mai fost identificate 9 specii de plante, 6 specii de amfibieni, 21 de specii de mamifere, 2 specii de nevertebrate, 6 specii de reptile.